# 博士の愛した数式
『博士の愛した数式』（はかせのあいしたすうしき）は、小川洋子による日本の小説。
美しい数式の世界を織り交ぜ、記憶が80分しか持続しない数学者と母子の交流を描く。第1回本屋大賞受賞作品。

## 概要
交通事故による脳の損傷で記憶が80分しか持続しなくなってしまった元数学者「博士」と、彼の新しい家政婦である「私」とその息子「ルート」の心のふれあいを、美しい数式と共に描いた作品である。数学者エルデシュを描いた『放浪の天才数学者エルデシュ』（原題は「数字だけを愛した男」）が参考文献として挙げられており、エルデシュは「博士」のモデルと言われることもある。
初出は『新潮』2003年7月号。同年8月29日、新潮社より刊行された。装画は戸田ノブコ。第50回青少年読書感想文全国コンクール高等学校部門課題図書。
2004年2月1日、第55回読売文学賞を受賞。同年4月15日、第1回本屋大賞を受賞。大賞受賞時の得点は202点。2005年12月1日、新潮文庫として文庫化される（ISBN 978-4-10-121523-5）。なお本書の新潮文庫版は発売2か月で100万部を突破。新潮文庫では史上最速を記録した。2006年1月の映画化という販売促進策が決定的に奏功した。
2009年2月3日、スティーヴン・スナイダーによる英訳版『The Housekeeper and the Professor』が刊行された。2010年8月1日、電子書籍版が新潮社より配信開始された。

## あらすじ
家政婦紹介組合から「私」が派遣された先は、80分しか記憶が持たない元数学者「博士」の家だった。こよなく数学を愛し、他に全く興味を示さない博士に、「私」は少なからず困惑する。ある日、「私」に10歳の息子がいることを知った博士は、幼い子供が独りぼっちで母親の帰りを待っていることを居たたまれなく思い、次の日からは息子を連れてくるようにと言う。次の日連れてきた「私」の息子の頭を撫でながら、博士は彼を「ルート」と名付け、その日から3人の日々は温かさに満ちたものに変わってゆく。

## 登場人物
博士
64歳。数学（整数論）専門の元大学教授。数学と子供と阪神タイガース（特に博士が事故に遭った当時、阪神の選手だった江夏豊投手、背番号は2番目に小さい完全数である28）をこよなく愛している。47歳のときに巻き込まれた交通事故により、新しい記憶が80分しか持続しないようになってしまった。大切なことを記したメモ用紙を体中につけている。書斎のクッキー缶の中に、野球カードや思い出の写真等をしまっている。人付き合いが苦手で、何を話して良いか分からなくなったとき、言葉のかわりに数字を持ち出すのが癖。特技は､文章や単語を逆さまから読むことと、一番星を見つけること。ニンジンと大根と卵かけご飯と酢豚が嫌い。
私
28歳。シングルマザーの家政婦。数学にしか興味を示さない博士に初めは困惑するが、博士の優しさやその数学への情熱に触れるうちに、博士に尊敬や親しみを抱くようになる。「私」の誕生日である2月20日（220）と、博士が大学時代に超越数論に関する論文で学長賞を獲った時に貰った腕時計の文字盤の裏の番号No.284（284）は、友愛数の関係にある。博士が投稿している数学の懸賞問題の雑誌『JOURNAL of MATHEMATICS』を、上手く発音する自信がないため、「ジャーナルオブ」と呼んでいる。
ルート
10歳の小学5年生。「私」の息子。頭が「{\displaystyle {\sqrt {{\mbox{ }}{\mbox{ }}{\mbox{ }}}}}」のように平らだったので、博士に「ルート」と呼ばれるようになる。阪神タイガースのファンで、博士に頼んでラジオを直して貰い、一緒にラジオ観戦をする。
未亡人
72歳。博士の義姉（博士の兄の妻）。55歳のときに巻き込まれた交通事故のせいで足が悪い。

## 作中に登場する数学用語
- ルート（平方根）
- 虚数
- 階乗
- 友愛数
- 素数
- 双子素数
- 完全数
- 過剰数
- 不足数
- 三角数
- 等差級数
- ルース＝アーロン・ペア
- メルセンヌ素数
- サイクロイド曲線
- ネイピア数
- オイラーの公式（オイラーの等式）
- フェルマーの最終定理
- アルティン予想（Artin's conjecture）

## 映画
2006年1月21日公開。第18回東京国際映画祭特別招待作品、芸術文化振興基金助成事業作品。
「私」の視点で描かれた原作に対し、映画では中学校の数学教師になった29歳のルート（原作に準ずれば教員生活7年目）が、クラスでの最初の授業で博士との思い出を語るというものになっている。また、原作では深く描かれなかった博士と未亡人の関係についても触れている（2人が不義の関係にあったことをうかがわせる）などの違いはあるが、原作をほぼ忠実に映画化している。

### キャスト
- 博士 - 寺尾聰
- 杏子（「私」） - 深津絵里
- ルート - 齋藤隆成
- 先生（19年後のルート） - 吉岡秀隆
- 未亡人 - 浅丘ルリ子
- 家政婦紹介所所長 - 井川比佐志
- 少年野球の監督 - 頭師佳孝
- 家政婦 - 茅島成美
- 能楽師 - 観世銕之丞
- 薪能の客 - 小川洋子（カメオ出演）

### スタッフ
- 脚本・監督：小泉堯史
- 音楽：加古隆
- 撮影：上田正治、北澤弘之
- 録音：紅谷愃一
- 照明：山川英明
- 美術：酒井賢
- 衣装コーディネーター：黒澤和子
- ビジュアルエフェクト：日本エフェクトセンター
- 現像：IMAGICA
- スタジオ：日活撮影所
- ロケ協力：小山町、上田市、真田町、立科町、坂城町、千曲市、軽井沢町、丸子町、小諸市 ほか
- 協力：阪神タイガース、読売巨人軍、中日ドラゴンズ、福岡ソフトバンクホークス、日本数学会、デサント、逓信総合博物館、福岡県立美術館 ほか
- プロデューサー：荒木美也子、桜井勉
- エグゼクティブプロデューサー：椎名保
- 製作プロダクション・配給：アスミック・エース
- 製作：「博士の愛した数式」製作委員会（アスミック・エース、博報堂DYメディアパートナーズ、IMAGICA、住友商事、東急レクリエーション、新潮社）

### 受賞
- 第30回日本アカデミー賞[14]
  - 優秀男優賞（寺尾聰）
- 第61回毎日映画コンクール
  - 音楽賞（加古隆）
- 第16回日本映画批評家大賞
  - 作品賞（小泉堯史）[15]
- 第80回キネマ旬報ベスト・テン
  - 日本映画ベスト・テン第7位[16]
  - 読者選出日本映画ベスト・テン第6位

### ソフト化
- 博士の愛した数式（DVD1枚組、2006年7月7日発売、発売元・アスミック・エース、販売元・角川映画）
  - 映像特典
    - 完成披露試写舞台挨拶&記者会見
    - 日韓友好映画祭舞台挨拶
    - 初日舞台挨拶
    - 数学教室
    - 特報・劇場予告編・TVスポット集

  - 音声特典
    - 視覚障がい者用音声ガイド

  - 封入特典
    - ブックレット

  - 初回限定特典
    - 特製アウターケース
- 【TCE Blu-ray SELECTION】博士の愛した数式 ブルーレイ スペシャル・エディション（BD1枚組、2012年9月5日発売、発売元・アスミック・エース、販売元・TCエンタテインメント）
  - 映像・音声特典：「数学教室」を除いた全映像・音声特典を収録

## コミック
映画公開に合わせて、講談社発行の漫画雑誌『BE・LOVE』に2005年12月から全4回で連載された。作画はくりた陸。2006年2月には、講談社コミックスDXとしてまとめられ、出版されている（ISBN 978-4-06-372130-0）。

## ラジオドラマ
毎日放送の開局55周年記念企画として、MBSラジオで2006年3月19日 19:30 - 21:00にラジオドラマとして放送された。脚色は倉持裕、出演は柄本明、中嶋朋子、武井証ほか。ラジオドラマ版では、ドラマの鍵となる阪神タイガースのエピソードも織り交ぜる。1992年9月11日の阪神対ヤクルト戦で、直後に二塁打と判定された「代打の神様」こと八木裕選手の「幻の本塁打」のシーン（MBS制作の音源を使用）も登場する。なお、このドラマはTBSラジオでも同年3月25日の19:00 - 20:30に放送された。また、同年6月30日、ラジオドラマCDとして新潮社から発売されている（ISBN 978-4-10-830183-2）。

## 舞台

### 青年劇場公演
2006年8月に秋田雨雀・土方与志記念青年劇場（青年劇場）公演として同名タイトルで舞台化作品が青年劇場スタジオ結で上演され、巡演、2006年度の児童福祉文化賞（厚生労働大臣賞）を受賞した。
2007年には文化庁の事業に採択され、全国巡演が主にこども劇場や演劇鑑賞会、実行委員会によって2010年まで行われた。
2013年からは外部演出家を起用し、同じように2017年にかけて巡演が行われた。

#### スタッフ（青年劇場）
2006年 - 2010年
- 脚本・演出：福山啓子
- 脚本協力：篠原久美子

2013年 - 2017年
- 脚本：福山啓子
- 演出：村上秀樹

### 劇団た組公演
2015年12月に劇団た組公演として、同名タイトルで舞台化作品がウエストエンドスタジオで上演された。

#### キャスト（劇団た組）
- 博士 - 大村波彦
- 私 - 滝裕可里
- ルート - 宮崎理奈（SUPER☆GiRLS）

#### スタッフ（劇団た組）
- 脚本・演出：加藤拓也
- 音楽監督：あいき堂
- 作中音楽：中村千尋

### 2023年版
一般財団法人松本市芸術文化振興財団の主催で、2023年2月11日から16日にかけてまつもと市民芸術館 小ホール、同年2月19日から26日にかけて東京芸術劇場 シアターウエストで上演された。上述の劇団た組の加藤拓也の脚本・演出である。

#### キャスト（2023年）
- 博士 - 串田和美[26]
- 私 - 安藤聖[26]
- ルート - 井上小百合[27]

#### スタッフ（2023年）
- 脚本・演出：加藤拓也（劇団た組）
- 音楽・演奏：谷川正憲（UNCHAIN）